# 瀬崎一世
瀬崎 一世 （せざき かずよ 1959年 - ）は、日本のテレビプロデューサー、演出家。
株式会社E&W（旧・イースト・エンタテインメント）・企画推進室室長、元・日本女性放送者懇談会・会長。
慶應義塾大学法学部卒業。1983年にテレビ制作会社イースト入社。

## 主な担当番組
- クイズMONOものがたり（テレビ朝日）
- 石坂浩二の世界うらもおもても（テレビ朝日系 朝日放送）
- 石坂浩二のクイズ!地球の歩き方（テレビ朝日系 朝日放送）
- ジャングルTV タモリの法則（TBS系 毎日放送）
- たけしの誰でもピカソ（テレビ東京）
- 額縁をくぐって物語の中へ（NHK BS）
- たけしアート☆ビート（NHK BSプレミアム）
- 北野演芸館（TBS系 毎日放送）
- 久本ドラマ（フジテレビ）
- たけしのニッポンのミカタ（テレビ東京）
- たけしのこれがホントのニッポン芸能史（NHK BSプレミアム、不定期特番）
- ザ・プロファイラー 〜夢と野望の人生〜（NHK BSプレミアム）
- 超入門!落語 THE MOVIE（NHK総合）
- 落語ディーパー! 〜東出・一之輔の噺のはなし〜（NHK Eテレ）
- バトンタッチ SDGsはじめてます（BS朝日）

## 著書
- 「放送ウーマンの今」（共著）ドメス出版（2011.3）